# Reichstagswahlkreis Großherzogtum Mecklenburg-Strelitz

Die Wahlkreisaufteilung des Deutschen Reichs.

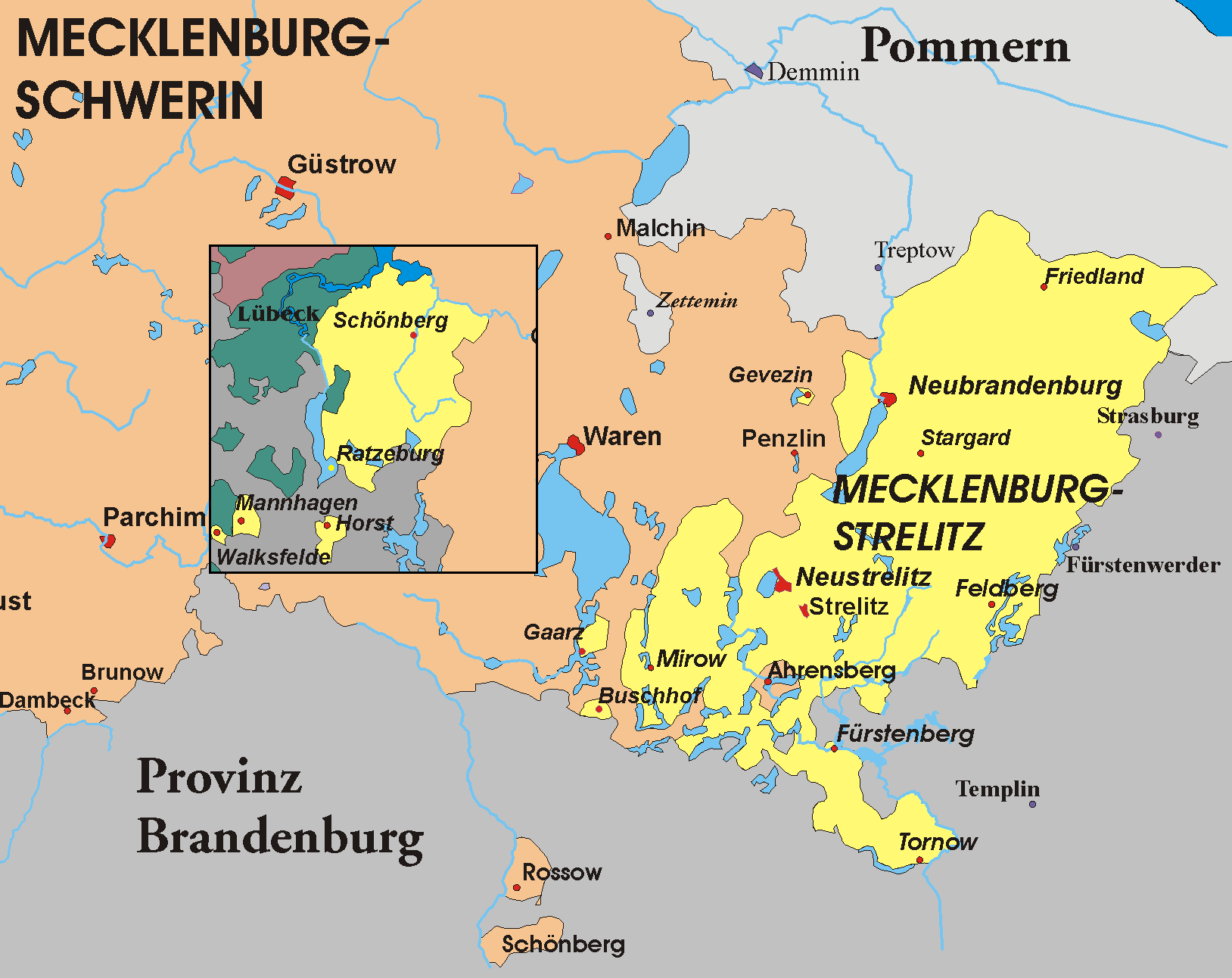
Mecklenburg-Strelitz

Der Reichstagswahlkreis Großherzogtum Mecklenburg-Strelitz (in der reichsweiten Durchnummerierung auch Reichstagswahlkreis 357) war der Reichstagswahlkreis für das Großherzogtum Mecklenburg-Strelitz für die Reichstagswahlen im Deutschen Reich und im Norddeutschen Bund von 1867 bis 1918.

## Wahlkreiszuschnitt
Der Wahlkreis umfasste das Gebiet des Großherzogtums Mecklenburg-Strelitz.
| Jahr | Einwohner |
| ---- | --------- |
| 1890 | 97.978    |
| 1895 | 101.540   |
| 1900 | 102.603   |
| 1905 | 103.451   |
| 1910 | 106.442   |

|      | Landwirtschaft | Industrie und Gewerbe | Handel und Dienstleistungen |
| ---- | -------------- | --------------------- | --------------------------- |
| 1895 | 56,8           | 25,3                  | 17,9                        |
| 1907 | 51,0           | 27,6                  | 21,4                        |

|      | Evangelisch | Katholisch |
| ---- | ----------- | ---------- |
| 1890 | 98,8        | 0,7        |
| 1905 | 97,0        | 2,4        |
| 1910 | 95,4        | 4,0        |

## Abgeordnete
| Wahl                                        | Abgeordneter         | Partei | Bild |
| ------------------------------------------- | -------------------- | ------ | ---- |
| Reichstagswahl Februar 1867 bis August 1867 | Franz Pogge          | NLP    | 0    |
| Reichstagswahl August 1867 bis 1871         | Karl von Oertzen     | KP     | 0    |
| Reichstagswahl 1871 bis 1878                | Franz Pogge          | NLP    | 0    |
| Reichstagswahl 1878 bis 1881                | Fritz von Dewitz     | DKP    | 0    |
| Reichstagswahl 1881 bis 1884                | Franz Pogge          | NLP    | 0    |
| Reichstagswahl 1884 bis 1893                | Heinrich von Oertzen | DKP    | 0    |
| Reichstagswahl 1893 bis 1912                | Rudolf Nauck         | DKP    | 0    |
| Reichstagswahl 1912 bis 1917                | Ludwig Roland-Lücke  | NLP    |      |
| Ersatzwahl 1917 bis 1918                    | Peter Stubmann       | NLP    |      |

## Wahlen

### 1867 (Februar)
Es fand nur ein Wahlgang statt. Die Zahl der gültigen Stimmen betrug 10946. 65 Stimmen waren ungültig.
| Kandidat    | Partei | Stimmen | in % | Anmerkungen |
| ----------- | ------ | ------- | ---- | ----------- |
| Franz Pogge | NLP    | 7799    | 0    | 0           |

### 1867 (August)
Es fand nur ein Wahlgang statt. Die Zahl der gültigen Stimmen betrug 7488.
| Kandidat         | Partei | Stimmen | in % | Anmerkungen |
| ---------------- | ------ | ------- | ---- | ----------- |
| Karl von Oertzen | Kons   | 3753    | 0    | 0           |

### Nachwahl 1868
Nachdem die Wahl von von Oertzen am 23. Oktober 1867 für ungültig erklärt worden war, kam es am 10. März 1868 zu einer Nachwahl.
Es fand nur ein Wahlgang statt. Die Zahl der gültigen Stimmen betrug 9796.
| Kandidat         | Partei   | Stimmen | in % | Anmerkungen |
| ---------------- | -------- | ------- | ---- | ----------- |
| Karl von Oertzen | Kons     | 4162    | 0    | 0           |
| Franz Pogge      | NLP      | 5594    | 0    | 0           |
| 0                | Sonstige | 40      | 0    | 0           |

### 1871
Es fand ein Wahlgang statt. 19.699 Männer waren wahlberechtigt. Die Zahl der abgegebenen Stimmen betrug 13.997, 99 Stimmen waren ungültig. Die Wahlbeteiligung betrug 71,6 %.
| Kandidat         | Partei   | Stimmen | in % | Anmerkungen |
| ---------------- | -------- | ------- | ---- | ----------- |
| Karl von Oertzen | Kons     | 6706    | 0    | 0           |
| Franz Pogge      | NLP      | 7273    | 0    | 0           |
| 0                | Sonstige | 18      | 0    | 0           |

### 1874
Es fand ein Wahlgang statt. 19.756 Männer waren wahlberechtigt. Die Zahl der abgegebenen Stimmen betrug 14.406, 72 Stimmen waren ungültig. Die Wahlbeteiligung betrug 73,3 %.
| Kandidat         | Partei   | Stimmen | in % | Anmerkungen        |
| ---------------- | -------- | ------- | ---- | ------------------ |
| Fritz von Dewitz | Kons     | 5884    | 0    | Vize-Landmarschall |
| Franz Pogge      | NLP      | 8313    | 0    | 0                  |
| 0                | Sonstige | 9       | 0    | 0                  |

### 1877
Es fand ein Wahlgang statt. 21.054 Männer waren wahlberechtigt. Die Zahl der abgegebenen Stimmen betrug 15.938, 49 Stimmen waren ungültig. Die Wahlbeteiligung betrug 75,9 %.
| Kandidat         | Partei   | Stimmen | in % | Anmerkungen        |
| ---------------- | -------- | ------- | ---- | ------------------ |
| Fritz von Dewitz | Kons     | 7439    | 0    | Vize-Landmarschall |
| Franz Pogge      | NLP      | 8253    | 0    | 0                  |
|                  | SPD      | 241     | 0    | 0                  |
| 0                | Sonstige | 5       | 0    | 0                  |

### 1878
Es fand ein Wahlgang statt. 21.165 Männer waren wahlberechtigt. Die Zahl der abgegebenen Stimmen betrug 15.048, 32 Stimmen waren ungültig. Die Wahlbeteiligung betrug 71,2 %.
| Kandidat         | Partei   | Stimmen | in % | Anmerkungen        |
| ---------------- | -------- | ------- | ---- | ------------------ |
| Fritz von Dewitz | Kons     | 7780    | 0    | Vize-Landmarschall |
| Franz Pogge      | NLP      | 7176    | 0    | 0                  |
|                  | SPD      | 85      | 0    | 0                  |
| 0                | Sonstige | 7       | 0    | 0                  |

### 1881
Es fand ein Wahlgang statt. 20.949 Männer waren wahlberechtigt. Die Zahl der abgegebenen Stimmen betrug 13.941, 41 Stimmen waren ungültig. Die Wahlbeteiligung betrug 66,7 %.
| Kandidat         | Partei   | Stimmen | in % | Anmerkungen        |
| ---------------- | -------- | ------- | ---- | ------------------ |
| Fritz von Dewitz | Kons     | 6714    | 0    | Vize-Landmarschall |
| Franz Pogge      | NLP      | 7213    | 0    | 0                  |
| 0                | Sonstige | 14      | 0    | 0                  |

### 1884
Es fand ein Wahlgang statt. 20442 Männer waren wahlberechtigt. Die Zahl der abgegebenen Stimmen betrug 12743, 22 Stimmen waren ungültig. Die Wahlbeteiligung betrug 62,4 %.
| Kandidat             | Partei   | Stimmen | in % | Anmerkungen |
| -------------------- | -------- | ------- | ---- | ----------- |
| Heinrich von Oertzen | Kons     | 7055    | 0    | 0           |
|                      | NLP      | 5626    | 0    | 0           |
|                      | SPD      | 47      | 0    | 0           |
| 0                    | Sonstige | 15      | 0    | 0           |

### 1887
Es fand ein Wahlgang statt. 21335 Männer waren wahlberechtigt. Die Zahl der abgegebenen Stimmen betrug 11229, 612 Stimmen waren ungültig. Die Wahlbeteiligung betrug 55,5 %.
| Kandidat             | Partei       | Stimmen | in % | Anmerkungen |
| -------------------- | ------------ | ------- | ---- | ----------- |
| Heinrich von Oertzen | Kons         | 9641    | 0    | 0           |
|                      | NLP          | 1193    | 0    | 0           |
|                      | SPD          | 142     | 0    | 0           |
|                      | Unabhängiger | 27      | 0    | 0           |
| 0                    | Sonstige     | 127     | 0    | 0           |

### 1890
Es fanden zwei Wahlgänge statt. Die Zahl der Wahlberechtigten betrug 21.385. Die Zahl der abgegebenen gültigen Stimmen betrug im ersten Wahlgang 15.617, 48 Stimmen waren ungültig. Die Wahlbeteiligung belief sich auf 73,0 %.
| Kandidat             | Partei   | Stimmen | in %   | Anmerkungen |
| -------------------- | -------- | ------- | ------ | ----------- |
| Eduard Adler         | DF       | 5005    | 19,5 % | 0           |
| Heinrich von Oertzen | Kons     | 6864    | 44,1 % | 0           |
| Franz Pogge          | NLP      | 2000    | 12,8 % | 0           |
| Peter Pape           | SPD      | 1687    | 10,8 % | Schneider   |
| 0                    | Sonstige | 13      | 0,1 %  | 0           |

Die Zahl der abgegebenen gültigen Stimmen betrug in der Stichwahl 17.240, 107 Stimmen waren ungültig. Die Wahlbeteiligung belief sich auf 80,6 %.
| Kandidat             | Partei | Stimmen | in %   | Anmerkungen |
| -------------------- | ------ | ------- | ------ | ----------- |
| Eduard Adler         | DF     | 8460    | 49,4 % | 0           |
| Heinrich von Oertzen | Kons   | 8673    | 50,6 % | 0           |

### Ersatzwahl 1892
Nachdem Heinrich von Oertzen sein Mandat niedergelegt hatte, kam es zu einer Ersatzwahl.
Es fanden zwei Wahlgänge statt. Die Zahl der Wahlberechtigten betrug 21.773. Die Zahl der abgegebenen gültigen Stimmen betrug im ersten Wahlgang 17.458, 50 Stimmen waren ungültig. Die Wahlbeteiligung belief sich auf 80,2 %.
| Kandidat                       | Partei   | Stimmen | in %   | Anmerkungen |
| ------------------------------ | -------- | ------- | ------ | ----------- |
| Konrad Wilbrandt               | DF       | 6525    | 37,5 % | 0           |
| Hermann von Schwerin-Wolfhagen | Kons     | 8281    | 47,1 % | 0           |
| Franz Lütgenau                 | SPD      | 2597    | 14,9 % | 0           |
| 0                              | Sonstige | 5       | 0,0 %  | 0           |

Die Zahl der abgegebenen gültigen Stimmen betrug in der Stichwahl 18.002, 52 Stimmen waren ungültig. Die Wahlbeteiligung belief sich auf 82,7 %.
| Kandidat           | Partei | Stimmen | in %   | Anmerkungen |
| ------------------ | ------ | ------- | ------ | ----------- |
| Konrad Wilbrandt   | DF     | 10.034  | 55,9 % | 0           |
| Schwerin-Wolfhagen | Kons   | 7916    | 44,1 % | 0           |

### 1893
NLP und FVg unterstützen Wilbrandt, Nauck wurde auch vom BdL unterstützt.
Es fand ein Wahlgang statt. 22.314 Männer waren wahlberechtigt. Die Zahl der abgegebenen Stimmen betrug 16.678, 53 Stimmen waren ungültig. Die Wahlbeteiligung betrug 74,7 %.
| Kandidat            | Partei   | Stimmen | in %   | Anmerkungen                       |
| ------------------- | -------- | ------- | ------ | --------------------------------- |
| Konrad Wilbrandt    | FVP      | 4382    | 26,4 % | 0                                 |
| Rudolf Nauck        | Kons     | 8749    | 52,6 % | 0                                 |
| Graf von Bernstorff | MRP      | 169     | 1,0 %  | Gutsbesitzer, Regierungsrat a. D. |
| Franz Lütgenau      | SPD      | 3300    | 19,8 % | 0                                 |
| 0                   | Sonstige | 25      | 0,2 %  | 0                                 |

### 1898
Erneut unterstützte der BdL den konservativen Kandidaten. Da die NLP keinen eigenen Kandidaten gefunden hatte, unterstützte sie Stengel.
Es fand ein Wahlgang statt. 23.203 Männer waren wahlberechtigt. Die Zahl der abgegebenen Stimmen betrug 16.881, 52 Stimmen waren ungültig. Die Wahlbeteiligung betrug 72,8 %.
| Kandidat            | Partei   | Stimmen | in %   | Anmerkungen                       |
| ------------------- | -------- | ------- | ------ | --------------------------------- |
| Edmund Max Stengel  | FVP      | 2713    | 16,1 % | 0                                 |
| Rudolf Nauck        | RP       | 8989    | 53,5 % | 0                                 |
| Graf von Bernstorff | MRP      | 211     | 1,3 %  | Gutsbesitzer, Regierungsrat a. D. |
| Baker               | SPD      | 4872    | 29,0 % | Buchhändler in Neustrelitz        |
| 0                   | Sonstige | 9       | 0,1 %  | 0                                 |

### 1903
Es fanden zwei Wahlgänge statt. Die Zahl der Wahlberechtigten betrug 23.461. Die Zahl der abgegebenen gültigen Stimmen betrug im ersten Wahlgang 18.727, 52 Stimmen waren ungültig. Die Wahlbeteiligung belief sich auf 79,8 %.
| Kandidat      | Partei   | Stimmen | in %   | Anmerkungen                  |
| ------------- | -------- | ------- | ------ | ---------------------------- |
| Brunswig      | FVg      | 4653    | 24,9 % | Rechtsanwalt aus Neustrelitz |
| Oertzen       | MRP      | 150     | 0,8 %  | 0                            |
| Rudolf Nauck  | RP       | 7496    | 40,1 % | 0                            |
| Heinrich Lüth | SPD      | 6366    | 34,1 % | 0                            |
| 0             | Sonstige | 10      | 0,1 %  | 0                            |

In der Stichwahl rief die FVP zur Wahl des konservativen Kandidaten auf.
Die Zahl der abgegebenen gültigen Stimmen betrug in der Stichwahl 18.539, 209 Stimmen waren ungültig. Die Wahlbeteiligung belief sich auf 79,3 %.
| Kandidat      | Partei | Stimmen | in %   | Anmerkungen |
| ------------- | ------ | ------- | ------ | ----------- |
| Rudolf Nauck  | RP     | 10.464  | 56,9 % | 0           |
| Heinrich Lüth | SPD    | 7920    | 43,1 % | 0           |

### 1907
NLP, FVP und FVg einigten sich auf den parteilosen Malermeister Heimsoth als gesamtliberalen Kandidaten.
Es fanden zwei Wahlgänge statt. Die Zahl der Wahlberechtigten betrug 23.391. Die Zahl der abgegebenen gültigen Stimmen betrug im ersten Wahlgang 20.338, 55 Stimmen waren ungültig. Die Wahlbeteiligung belief sich auf 85,7 %.
| Kandidat            | Partei     | Stimmen | in %   | Anmerkungen                       |
| ------------------- | ---------- | ------- | ------ | --------------------------------- |
| Graf von Bernstorff | MRP        | 115     | 0,6 %  | Gutsbesitzer, Regierungsrat a. D. |
| Rudolf Nauck        | RP         | 8622    | 42,5 % | 0                                 |
| Heinrich Lüth       | SPD        | 6059    | 29,9 % | 0                                 |
| Emil Heimsoth       | Unabhängig | 5483    | 27,0 % | 0                                 |
| 0                   | Sonstige   | 4       | 0,1 %  | 0                                 |

Die Zahl der abgegebenen gültigen Stimmen betrug in der Stichwahl 19.391, 189 Stimmen waren ungültig. Die Wahlbeteiligung belief sich auf 81,7 %.
| Kandidat      | Partei | Stimmen | in %   | Anmerkungen |
| ------------- | ------ | ------- | ------ | ----------- |
| Rudolf Nauck  | RP     | 12.504  | 65,1 % | 0           |
| Heinrich Lüth | SPD    | 6698    | 34,9 % | 0           |

### 1912
Der konservative Kandidat wurde erneut durch den BdL unterstützt.
Es fanden zwei Wahlgänge statt. Die Zahl der Wahlberechtigten betrug 24.656. Die Zahl der abgegebenen gültigen Stimmen betrug im ersten Wahlgang 21.182, 53 Stimmen waren ungültig. Die Wahlbeteiligung belief sich auf 85,9 %.
| Kandidat            | Partei   | Stimmen | in %   | Anmerkungen |
| ------------------- | -------- | ------- | ------ | ----------- |
| Rudolf Nauck        | RP       | 7733    | 36,6 % | 0           |
| Ludwig Roland-Lücke | NLP      | 6800    | 32,7 % | 0           |
| Heinrich Lüth       | SPD      | 6492    | 30,7 % | 0           |
| 0                   | Sonstige | 5       | 0,0 %  | 0           |

Die Zahl der abgegebenen gültigen Stimmen betrug in der Stichwahl 20.673, 423 Stimmen waren ungültig. Die Wahlbeteiligung belief sich auf 84,1 %.
| Kandidat            | Partei | Stimmen | in %   | Anmerkungen |
| ------------------- | ------ | ------- | ------ | ----------- |
| Rudolf Nauck        | RP     | 7568    | 37,4 % | 0           |
| Ludwig Roland-Lücke | NLP    | 12.682  | 62,6 % | 0           |

### Ersatzwahl 1917
Ludwig Roland-Lücke starb am 13. Februar 1917 und eine Ersatzwahl wurde notwendig. Kriegsbedingt wurde Peter Stubmann (NLP) als einziger Kandidat aufgestellt. Er erhielt 3372 Stimmen (99,8 %). Daneben wurden 7 zersplitterte Stimmen (0,2 %) abgegeben.